# Redenzione (film 1930)
Redenzione è un film del 1930, diretto da Fred Niblo e, non accreditato, Lionel Barrymore.
La sceneggiatura di Dorothy Farnum si basa su Il cadavere vivente (Живой труп), lavoro teatrale del 1900 di Lev Tolstoj che, andato in scena in prima a Mosca il 23 settembre 1911, venne riproposto a New York nella versione inglese di Arthur Hopkins il 3 ottobre 1918.

## Trama
Feyda Protasoff, un vero perdigiorno che ha scialacquato tutta la sua eredità, riesce a conquistare l'amore di Lisa Protasoff a dispetto dell'affetto autentico che per lei prova l'amico Victor Karenin. Feyda e Lisa si sposano, e il loro matrimonio sembra felice, illuminato anche dalla nascita di un bambino. Ma Feyda, ben presto, si stanca della serena vita familiare e torna a frequentare i suoi vecchi ritrovi e i compagni di gioco e di bevute. La sua vita sregolata finisce per costringerlo a vendere anche le sue ultime proprietà, ma Karenin gli dimostra la sua amicizia acquistandole all'asta a un prezzo maggiorato. Nonostante tutto, Feyda abbandona Lisa per ritornare da Masha, la sua innamorata zingara. Karenin, sempre innamorato di Liza, offre del denaro al marito per accelerare il divorzio. Fedya, con l'aiuto di Masha, escogita un piano per rendere libera la moglie: abbandona i suoi vestiti in riva al fiume, lasciando così intendere di essere annegato. Credendo che il marito sia morto, Lisa sposa Karenin. Un giorno, però, Fedya, ubriaco, racconta la storia a un marinaio che gli suggerisce allora di ricattare i due bigami. Lui se ne risente e rimprovera l'uomo che, per vendicarsi, lo denuncia alla polizia che lo arresta per frode. Karenin e una piangente Lisa protestano davanti al magistrato la loro innocenza. Feyda confessa di essere il solo responsabile ma, davanti alle accuse di frode e alla consapevolezza di avere rovinato la felicità di Lisa, chiede all'amico Karenin di procurargli un'arma con la quale poi si uccide.

## Produzione
La lavorazione del film ebbe inizio il 25 febbraio 1929. Fred Niblo aveva l'intenzione di girarne due versioni, una muta e una sonora, distinta una dall'altra, invece di, come si usava all'epoca, sonorizzare semplicemente quella muta aggiungendovi suoni, parlato e rumori. Varie fonti provocano confusione nell'accreditare in maniera precisa alcuni ruoli, il che può derivare dalle differenze tra le due progettate diverse versioni o da cambiamenti avvenuti in post-produzione.
Lionel Barrymore diresse alcune scene aggiunte e di raccordo, non apparendo poi accreditato come regista.

## Distribuzione
Distribuito dalla Metro-Goldwyn-Mayer (MGM), il film uscì sia in versione muta (lunga 2.078,45 metri, con le didascalie di Ruth Cummings) sia, utilizzando il sistema monofonico Western Electric Sound System, in versione sonora (lunga 1.834,6 metri). Il film parlato venne presentato in prima il 5 aprile 1930, uscendo poi nelle sale degli Stati Uniti il 2 maggio 1930. Distribuito internazionalmente, uscì in Finlandia (31 ottobre 1930), in Svezia (distribuito il 10 novembre 1930, con il titolo Den sista utvägen dalla Film AB Le Mat-Metro-Goldwyn), in Austria (1931), in Bulgaria (12 gennaio 1931, come Zhiviyat trup), Ungheria (5 febbraio 1931, come Lelkek örvénye), Portogallo (19 febbraio 1931, come Expiação).

In Italia, dove uscì nel 1930, ottenne "con riserva" il visto di censura numero 26005, a condizione di "Togliere ogni scena dialogata o comunque parlata in lingua straniera. (settembre 1930)".